# 小野岑守
小野 岑守（おの の みねもり）は、平安時代初期の公卿・文人。征夷副将軍・小野永見の三男。官位は従四位上・参議。小野小町の曾祖父。

## 経歴
桓武朝末に権少外記・少外記を務め、延暦25年（806年）平城天皇が即位して賀美能親王が春宮に立つと、岑守は春宮少進に転じた。大同4年（809年）賀美能親王の即位（嵯峨天皇）に伴う叙位にて従七位上から一挙に七階昇進して従五位下に叙爵し、右少弁に任ぜられる。
大同5年（810年）に発生した薬子の変に際しては、固関のために御長広岳と共に近江国へ派遣されると共に、近江介を兼ねた。のち、内蔵頭・左馬頭を歴任し、弘仁4年（813年）従五位上に叙せられる。弘仁6年（815年）陸奥守に任ぜられると、吉弥候部等波醜ら俘囚を帰順させ、弘仁8年（817年）嵯峨天皇から賞賛の詔勅を受けている。また、在職中に出羽国出羽郡井口に出羽国府を建てている。
その後は、治部大輔・皇后宮大夫と京官を務めながら、弘仁10年（819年）正五位下、弘仁12年（821年）従四位下と嵯峨朝末にかけて順調に昇進し、弘仁13年（822年）参議兼大宰大弐に任ぜられ公卿に列した。
大宰大弐として大宰府に赴任中の弘仁14年（823年）公営田の導入を建議。翌天長元年（824年）には多禰国を大隅国に編入した。また、飢饉や疫癘の際に雨露をしのげず路傍で亡くなる行旅の病人を収容する為の療養施設として続命院を建設している。この間の天長3年（826年）従四位上に叙せられる。
天長5年（828年）勘解由長官兼刑部卿として京官に復すが、天長7年（830年）4月19日卒去。享年53。最終官位は参議従四位上。一説では出雲国造が神宝を献じる日に、長く朝堂に立ったところ、病を発して死去したという。

## 人物
大同5年（810年）に嵯峨天皇が即位した際には侍読を務めるなど漢詩に優れ、弘仁5年（814年）に成立した勅撰漢詩集である『凌雲集』の編纂に携わり、同集では嵯峨天皇に次いで賀陽豊年と並んで2番目に多い13首が採録されている。『文華秀麗集』『経国集』にも漢詩作品が収められており、唐風に一字姓として野 岑守と表記した。同時代を生きた空海とは漢詩を通じた親交があったとされる。また、『日本後紀』『内裏式』の編纂に関わった。

## 官歴
注記のないものは『日本後紀』による。
- 延暦22年（803年） 4月：権少外記[5]。5月：兼春宮少進（春宮・安殿親王）[5]
- 延暦25年（806年） 3月：少外記[6]。5月：春宮少進（春宮・賀美能親王）[6]
- 大同2年（807年） 正月20日：畿内観察使判官[5]
- 時期不詳：従七位上
- 大同4年（809年） 4月13日：従五位下、右少弁[5]。4月14日：兼春宮亮[5]。11月：兼式部少輔[5]
- 大同5年（810年） 9月10日：兼近江介。9月16日：内蔵頭
- 弘仁3年（812年） 正月12日：兼美濃守
- 弘仁4年（813年） 正月7日：従五位上
- 弘仁5年（814年） 正月23日：兼左馬頭[5]
- 弘仁6年（815年） 正月10日：陸奥守
- 弘仁10年（819年） 正月7日：正五位下
- 弘仁11年（820年） 正月11日：兼阿波守[5]。正月27日：兼治部大輔[5]
- 弘仁12年（821年） 正月7日：従四位下[5]。正月10日：兼皇后宮大夫（皇后・橘嘉智子）[5]。2月2日：兼近江守[5]
- 弘仁13年（822年） 3月20日：参議兼大宰大弐[5]
- 天長3年（826年） 正月7日：従四位上
- 天長5年（828年） 2月9日：兼勘解由長官[5]。閏3月9日：兼刑部卿、長官如元[5]
- 天長7年（830年） 4月19日：卒去（参議従四位上）

## 系譜
- 父：小野永見[5]
- 母：不詳
- 生母不明の子女
  - 男子：小野篁[7]（802-853）
  - 女子：藤原敏行室[8]